# Matthew Smith (football)
Pour les articles homonymes, voir Matthew Smith et Smith.
 (octobre 2018).
Si vous disposez d'ouvrages ou d'articles de référence ou si vous connaissez des sites web de qualité traitant du thème abordé ici, merci de compléter l'article en donnant les références utiles à sa vérifiabilité et en les liant à la section « Notes et références ».
Matthew Smith, né le 22 novembre 1999 à Redditch en Angleterre, est un footballeur international gallois qui évolue au poste de milieu de terrain à Newport County.

## Biographie

### Carrière en club

#### Manchester City
Le 3 juillet 2018, il est prêté pour une saison au club néerlandais du FC Twente.

### En équipe nationale
Il est à plusieurs reprises capitaine de la sélection des moins de 17 ans.
Avec les espoirs, il inscrit un but face au Liechtenstein en octobre 2017. Ce match gagné 1-3 rentre dans le cadre des éliminatoires de l'Euro espoirs 2019.
Le 28 mai 2018, il fait ses débuts avec le Pays de Galles, lors d'un match amical contre le Mexique (score : 0-0 à Pasadena).
Le 9 novembre 2022, il est sélectionné par Rob Page pour participer à la Coupe du monde 2022.